# Jonas Baumann
Jonas Baumann (Lohn, 27 de marzo de 1990) es un deportista suizo que compite en esquí de fondo.
Ganó una medalla de plata en el Campeonato Mundial de Esquí Nórdico de 2025, en la prueba de relevo. Participó en tres Juegos Olímpicos de Invierno, entre los años 2014 y 2022, ocupando el séptimo lugar en Sochi 2014 y en Pekín 2022, en la prueba de relevo.

## Palmarés internacional
| Campeonato Mundial | Campeonato Mundial  | Campeonato Mundial | Campeonato Mundial |
| Año                | Lugar               | Medalla            | Prueba             |
| ------------------ | ------------------- | ------------------ | ------------------ |
| 2025               | Trondheim (Noruega) | Medalla de plata   | Relevo 4 × 7,5 km  |